# نخستین قیام صربستان

مجمع اوراساک

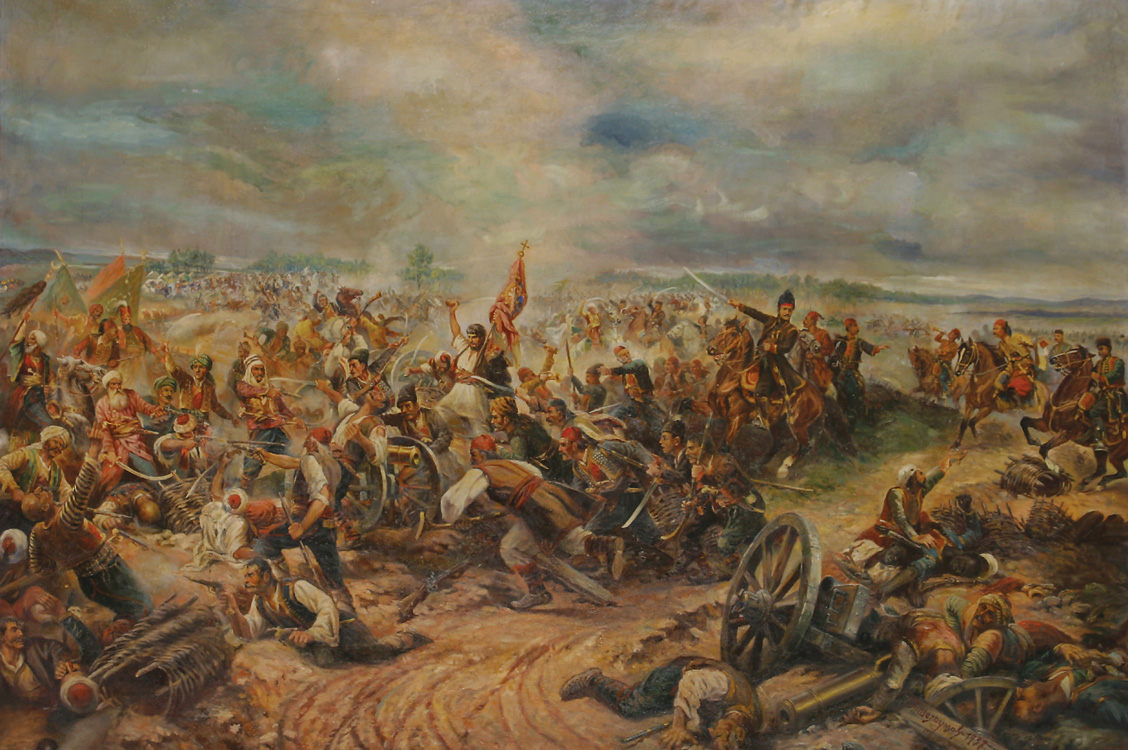
نبرد میشار (۱۸۰۶)

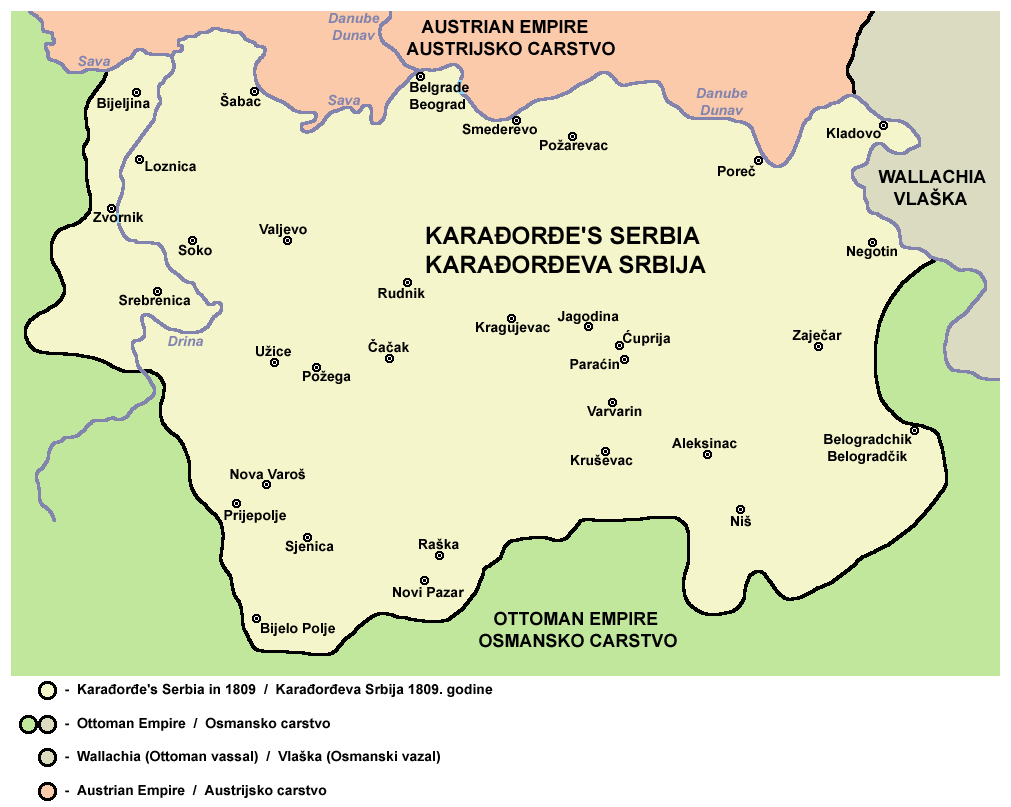
صربستان در سال ۱۸۰۹.

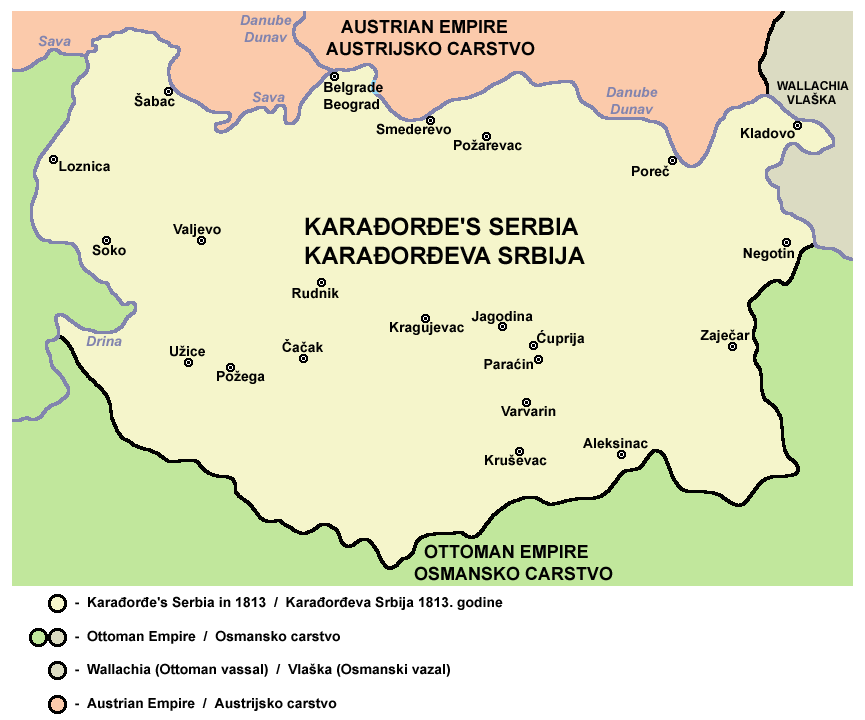
صربستان در سال ۱۸۱۳، قبل از بازپس‌گیری عثمانی.

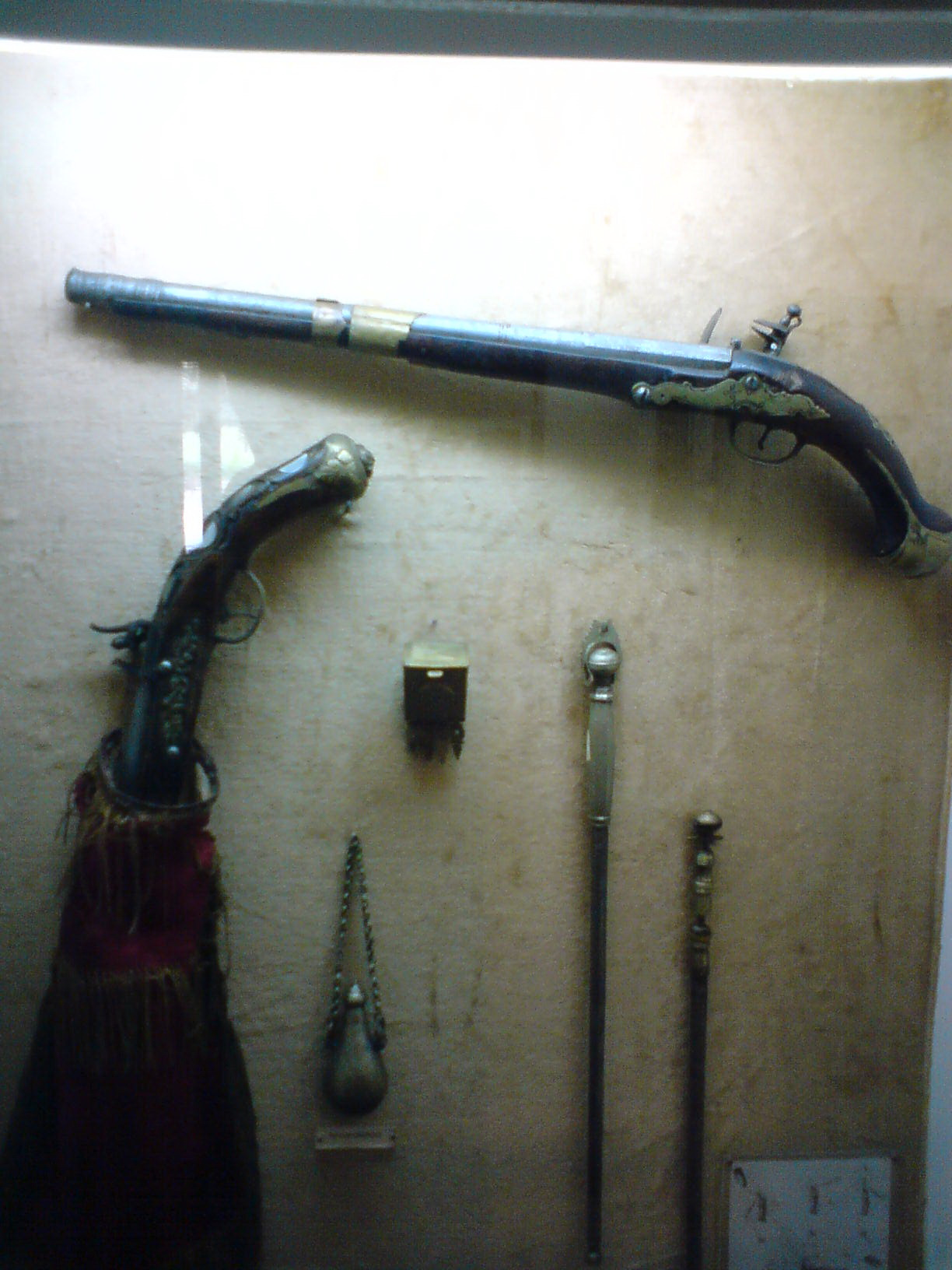
تپانچه Flintlock در نخستین قیام صربستان.

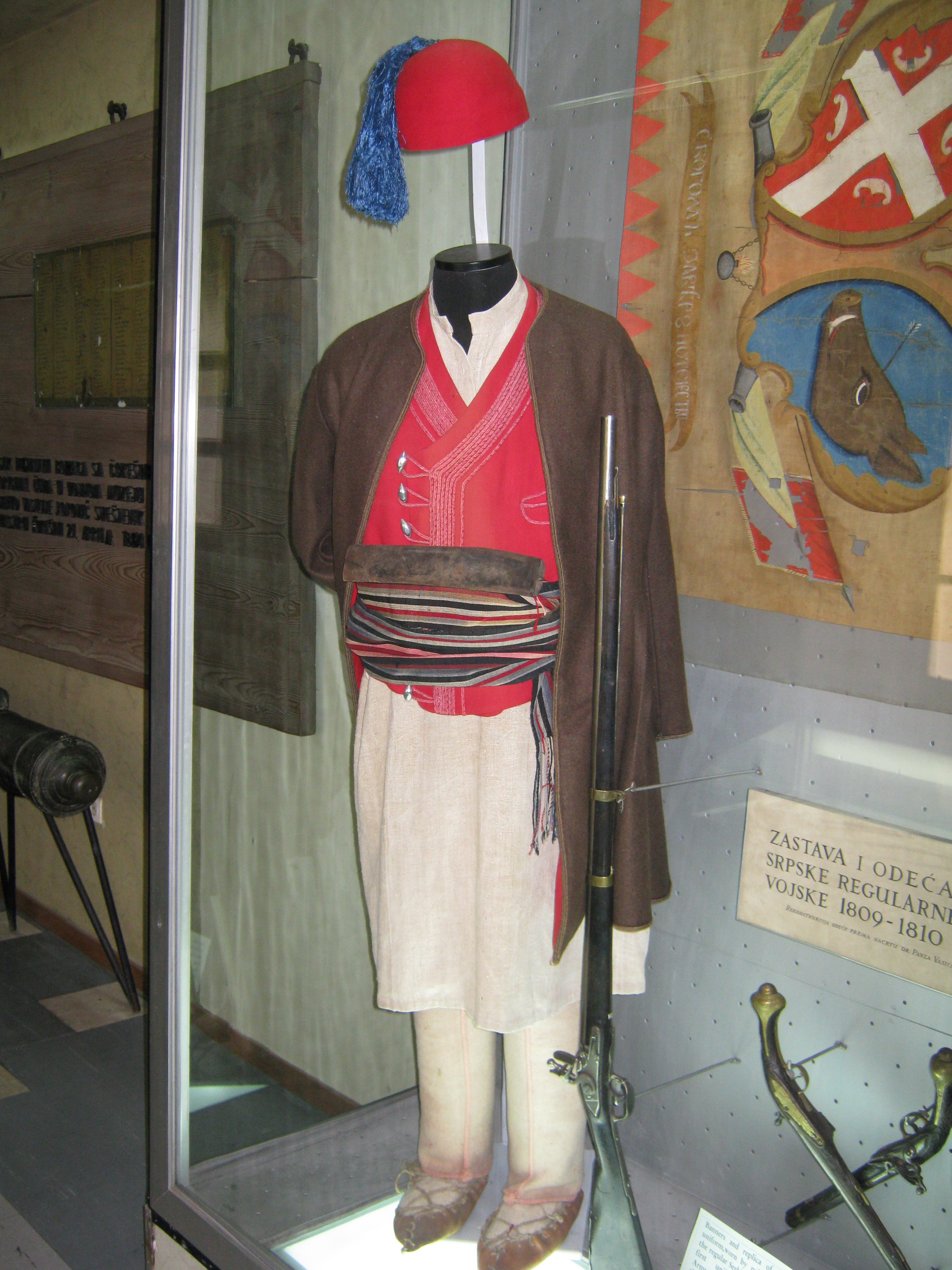
یونیفرم و سلاح یک سرباز منظم صرب (۱۰۸۰–۱۸۰۹).

نخستین قیام صربستان (صربی: Први српски устанак, Prvi srpski ustanak) قیامی بود که توسط مردم صربستان از ۱۴ فوریه ۱۸۰۴ تا ۷ اکتبر ۱۸۱۳ در برابر امپراتوری عثمانی صورت گرفت. این قیام در اساس شورشی در منطقه سنجاک علیه نخبگان نظامی عثمانی یا گروه جان نثار بود که قدرت را از طریق کودتا به دست آورده بودند، ولی این قیام پس از گذشت بیش از سه قرن از سلطه عثمانی و اشغال کوتاه مدت صربستان توسط اتریش، به جنگ استقلال (انقلاب صربستان) تبدیل شد.
نخبگان نظامی عثمانی که به عنوان جان نثار هم شناخته می‌شدند پس از تصرف صربستان بدور از کنترل حکومت مرکزی عثمانی حقوقی که به صرب‌ها داده شده بود را لغو کردند، مالیات‌ها را افزایش دادند و کار اجباری را به مردم تحمیل کردند. در سال ۱۸۰۴، این گروه از اینکه سلطان عثمانی از صرب‌ها علیه آن‌ها استفاده می‌کرد، بسیاری از سران صرب را به قتل رساندند.
کارادورد توسط یک شورا به عنوان فرمانده قیام در صربستان انتخاب شد و ارتش شورشی او تحت حمایت سلطان عثمانی گروه جان نثار را در سراسر سنجاک شکست داد. صرب‌ها در برابر عثمانی‌ها راهپیمایی کردند و پس از پیروزی‌های بزرگ در سال‌های ۱۸۰۵ تا ۱۸۶۰، یک دولت و مجلس تشکیل دادند، زمین‌های صربستان را به مردم بازگرداندند، کار اجباری را لغو کردند و مالیات‌ها را کاهش دادند.
موفقیت‌های نظامی در طول سال‌ها ادامه داشت. با این حال، اختلاف نظر میان کارادورد و دیگر رهبران قیام وجود داشت. او خواهان قدرت مطلقه بود. پس از پایان جنگ روسیه و ترکیه و متوقف شدن پشتیبانی روسیه، امپراتوری عثمانی از این شرایط بهره‌برداری کرد و در سال ۱۸۱۳ صربستان را مجدداً شکست داد.
اگر چه قیام در هم شکسته شد، ولی در سال ۱۸۱۵ قیام دیگری برپا شد و با موفقیت‌هایی که بدست آورد به موفقیت و ایجاد دولت شبه مستقل صربستان منتهی شد و در سال ۱۸۱۷ نیز استقلال نسبی خود را از امپراتوری عثمانی بدست آورد.

## پیشینه
در سال ۱۷۸۸، در زمان جنگ اتریش و ترکیه (۱۷۸۷–۱۷۹۱)، شورش مرزی کوکا (کوکا یکی از فرماندهان نظامی ارتش آزاد صربستان) به مناطق جنگلی در شرق سومادیا کشیده شد. از ۱۵ سپتامبر تا ۸ اکتبر ۱۷۸۹، نیروهای مشترک اتریش و هابسبورگ، قلعه بلگراد را محاصره کردند. اتریشی‌ها بلگراد را تا سال ۱۷۹۱ در کنترل خود داشتند ولی بعد از امضای پیمان سیستوا آن را به عثمانی‌ها تحویل دادند.
با بازگشت سنجاک به امپراتوری عثمانی، صرب‌ها به دلیل حمایت خود از اتریش‌ها، تلاشی را از ترک‌ها انتظار داشتند. سلطان سلیم سوم فرماندهی کامل سنجاک و بلگراد را به گروه جان نثار داده بود که با نیروهای مسیحی در جنگ اتریش با ترکیه و بسیاری دیگر از درگیری‌ها شرکت کرده بود.
گرچه سلیم سوم قدرت را به حاجی مصطفی پاشا (۱۷۹۳) داده بود ولی تنش میان صرب‌ها و جان نثارها از بین نمی‌رفت. در سال‌های ۱۷۹۳ و ۱۷۹۶ سلیم اعلام کرد که اموال بیشتری به صرب‌ها داده می‌شود. سلیم همچنین تصریح کرد که بعضی از جان نثارها باید «بلگراد پاسوالک» را ترک کنند، زیرا او آن‌ها را تهدیدی برای حاجی مصطفی پاشا می‌دید.
سمدیروو از ترس انحلال فرماندهی جان نثارها در سنجاک، بدون اجازه سلطان، حمله‌های خود را علیه صرب‌ها آغاز کرد و باعث بی‌ثباتی و ترس زیادی در منطقه شد.

## قیام علیه گروه داهیه
داهیه‌ها یا پاشالوک‌های بلگراد افسران نخبه‌ای بودند که در سنجاک حاجی مصطفی پاشا را در ۱۵ دسامبر ۱۸۰۱ به قتل رساندند.
در ۱۴ فوریه ۱۸۰۴، در روستای کوچک اوراساک در نزدیکی آران جلاواک، رهبران صرب‌ها تجمع کردند و با تصمیم به آغاز قیام، کارادورد پتروویچ را به عنوان رهبر انتخاب کردند. صرب‌ها، که در ابتدا از طرف سلطان علیه جان نثارها جنگیده بودند، توسط بعضی مقامات رسمی عثمانی تشویق و کمک دریافت کردند. سلطان عثمانی در روز ۱۲ مارس برای حمایت از آن‌ها فرمانی صادر کرد.

## قیام علیه عثمانیان
سرانجام مذاکرات شکست خورد و سلطان یک عملیات نظامی علیه قیام را سازماندهی کرد. نخستین نبرد بزرگ، نبرد ایواناکوات در سال ۱۸۰۵ بود که در آن نیروهای کارادورد ارتش ترکیه را شکست داد و مجبور به عقب‌نشینی کرد. در سال ۱۸۰۵ شورشیان صرب دولتی را برای اداره صربستان در طول جنگ تشکیل دادند. میان مجمع مردم، شورای حکومتی و کارادورد تقسیم قدرت شد. زمین‌ها به صاحبانش باز گردانیده شد، کار اجباری لغو شد و مالیات‌ها کاهش یافت. در سال۱۸۰۶ پانزده سال پس از انقلاب فرانسه، صرف نظر از پرداخت مالیات توسط غیرمسلمانان (جزیه)، انقلابیون همچنین تمامی تعهدات فئودالی را لغو کردند.

## دومین قیام علیه عثمانیان
دومین نبرد بزرگ برای قیام علیه عثمانیان، نبرد میشار در سال ۱۸۰۶ بود که شورشیان تحت فرماندهی سلیمان پاشا ارتش عثمانی را از ایالت بوسنی بیرون راندند. در همان زمان شورشیان تحت فرماندهی پتار دابرنیاک عثمان پازوانتوغلو یکی از فرماندهان عثمانی را به همراه یک ارتش دیگر این امپراتوری در منطقه دلی گارد شکست دادند. عثمانی‌ها دیگر داشتند به صورت پیوسته شکست می‌خوردند. در سال ۱۸۰۶ شورشیان، پتار ایککو، بازرگان بلگرادی را به عنوان نماینده خود به دولت عثمانی در قسطنطنیه، فرستادند. او توانست صلح مطلوب را برای ایککو به دست آورد. با این حال، رهبران صربستان این معاهده را رد کردند و بخاطر روابط ایککو با عثمان‌ها او را مسموم کردند.
در سال ۱۸۱۲–۱۸۰۶ شورشیان صرب به به عنوان متحدان روسیه در جنگ روسیه با ترکیه به روس‌ها پیوستند. نبرد دلیگراد در دسامبر ۱۸۰۶ یک پیروزی قاطع برای صرب‌ها به وجود آورد و باعث تقویت بیشتر روحیه شورشیان شد. ابراهیم پاشا برای جلوگیری از شکست کامل، قرار داد آتش‌بسی را برای شش هفته با کارادرود امضا کرد.
تا سال ۱۸۰۷، حرکت‌های خودمختاری طلبانه در امپراتوری عثمانی به جنگ استقلال تبدیل شد. این جنگ توسط امپراتوری روسیه حمایت نظامی می‌شد. اهداف دهقانان مردسالار با اهداف ملی مدرن در انقلاب صربستان هزاران داوطلب را برای جنگیدن از میان صرب‌های سراسر بالکان و اروپای مرکزی جذب کرد. انقلاب صرب‌ها به نمادی در روند ساختن کشور در منطقه بالکان تبدیل شد. به دنبال محاصره بلگراد با ۲۵۰۰۰ مرد، در تاریخ ۸ ژانویه ۱۸۰۷، این شهر به عنوان پایتخت صربستان اعلام شد.
در سال ۱۸۰۸، سلطان سلیم سوم توسط مصطفای چهارم اعدام شد. در چنین بحران سیاسی بود که عثمانی‌ها مایل بودند که به صرب‌ها خودمختاری بدهند. توافق میان آن‌ها و صرب‌ها محقق نشد، زیرا آن‌ها نتوانستند بر سر مرزهای دقیق صربستان توافق کنند.
صرب‌ها بعد از موفقیت‌هایی که در بلگراد داشتند خواهان اتحاد ملی، آزادی مذهب و حاکمیت قانون شدند. این خواسته‌ها توسط عثمانیان بدست نیامده بود. کارادورد رهبر صرب‌ها اگر چه همکاری با شورای حکومتی را اعلام کرد ولی خود را به عنوان رهبر عالی صربستان می‌دانست.
هنگامی که جنگ عثمانی-روسیه در سال ۱۸۰۹ آغاز شد، رهبر صرب‌ها آماده حمایت از روسیه بود؛ با این حال، همکاری او ناکارآمد بود. او یک تهاجم موفق را در نووی پازار آغاز کرد، اما بعد از آن در نبرد سگار Čegar شکست خورد.
در اوت ۱۸۰۹، ارتش عثمانی وارد بلگراد شد و در نتیجه ساکنان حاشیه رود دانوب به‌طور جمعی اماکنشان را ترک کردند. در مواجهه با این فاجعه، رهبر صرب‌ها به هابسبورگ و ناپلئون اعتراض کرد ولی آن‌ها اقدامی انجام ندادند. در این مقطع زمانی، شورشیان صرب در حالت دفاعی بودند، هدفشان این بود که سرزمینشان را نگه دارند و دستاوردهای بیشتری را نمی‌خواستند. روسیه در مواجه با تهاجم فرانسه، خواستار امضای یک پیمان صلح قطعی شد (پیمان بخارست) و علیه منافع صربستان عمل کرد. صرب‌ها از مذاکرات مطلع نبودند. در توافق میان روسیه و عثمانی قرار شد که دستگاه نظامی صرب‌ها نابود شود. در چنین شرایطی قرار شد صرب‌ها کنترل اداره امور خود را بعهده داشته باشند ولی سرقت از قلعه‌ها و شهرها باعث نگرانی‌های خاصی در میان صرب‌ها شده بود و انتظار می‌رفت که مجازات‌های ترسناکی در پیش باشد.

## پایان کار
با بدست آمدن مجدد کنترل توسط عثمانی‌ها، بسیاری از انقلابیون (حدود یک چهارم جمعیت)، از جمله کارادروف پترویچ، به امپراتوری هابسبورگ فرار کردند. در اکتبر ۱۸۱۳ بلگراد بعد از اینکه مجدداً توسط عثمانی‌ها تصرف شد شاهد انتقام‌های خشونت‌آمیز شد و صدها شهروند این شهر کشتار شدند و هزاران نفر از آن‌ها در بازارهای آسیایی به عنوان برده فروخته شدند. حاکمیت مستقیم عثمان‌ها به معنی انحلال کلیه نهادهای صربستان و بازگشت عثمان‌ها و ترک‌ها به صربستان بود.